# ماریا تاکفام
ماریا تاکفام (انگلیسی: Marie Takvam; ۵ دسامبر ۱۹۲۶ – ۲۸ ژانویهٔ ۲۰۰۸) شاعر، ادبیات کودک، رمان‌نویس و هنرپیشه اهل نروژ بود.